# Vadym Tyščenko
Vadym Mykolajovyč Tyščenko (in ucraino Вадим Миколайович Тищенко?, in russo Вадим Николаевич Тищенко?, Vadim Nikolaevič Tiščenko; Horodok, 24 marzo 1963 – 14 dicembre 2015) è stato un allenatore di calcio e calciatore sovietico dal 1991 ucraino, di ruolo centrocampista.

## Palmarès

### Giocatore

#### Club
- Campionato sovietico: 1

Dnipro: 1988
- Coppa dell'Unione Sovietica: 1

Dnipro: 1988-1989
- Supercoppa dell'Unione Sovietica: 1

Dnipro: 1988
- Kubok Federacii SSSR: 1

Dnipro: 1989

#### Nazionale
- Oro olimpico: 1

Seul 1988